# Інтимна зачіска
Інти́мна за́чіска — один з напрямків мистецтва прикраси тіла, близький до боді-арту, а також комплекс процедур (салонних або домашніх), що виконуються в строгій послідовності й із застосуванням спеціальних методик з метою створення привабливого образу, а саме:
- тимчасове і стійке фарбування волосся пахової області
- фігурна депіляція воском
- інтимна зачіска
- додаткове прикраса декоративними елементами

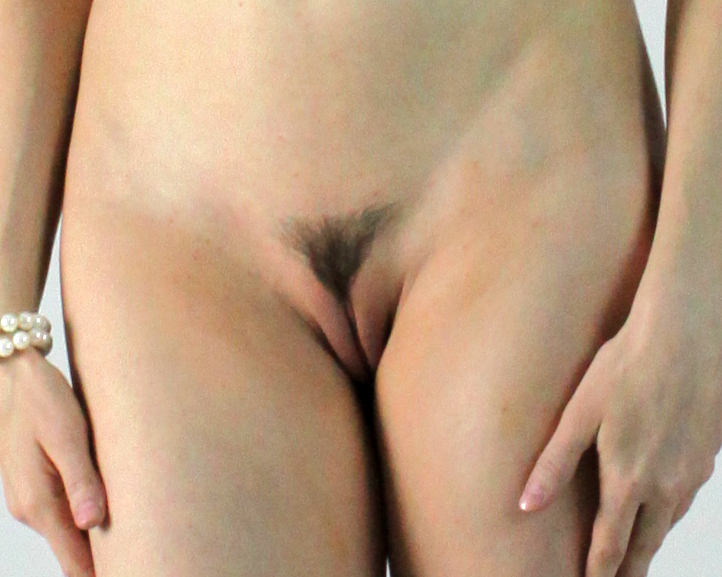

Не плутати з бікіні-дизайном.

## Історія
Багато народів світу в давнину практикували елементи виконання інтимних зачісок як засіб гігієни, тим самим такого роду догляд є обов'язковим правилом національних культур.
- Стародавні єгиптяни, що належали до вищих верств суспільства, використовували різні фітосостави для депіляції, а також виконували забарвлення волосся інтимної області і малюнок по тілу за допомогою хни.
- Мусульманська культура, що допускає лише найнеобхідніше втручання у зовнішній вигляд жінки, і в наш час[коли?] приймає повну відсутність волосся в паховій області.
- Для європейської культури причиною виникнення моди на інтимні зачіски стала сексуальна революція 60-х років і поява купальників-бікіні.

## Види інтимної зачіски
|                     |                   |                 |                   |
| Американський стиль | Французький стиль | Японський стиль | Бразильский стиль |